# アゲプスタ山
アゲプスタ山（アゲプスタさん、グルジア語: აგეფსთა、アブハズ語: Аҕьаҧсҭа）は、アブハジアのガグラ山脈にある山である。標高は3,357メートル（11,014フィート）ある。
1,700メートルから1,800メートルの地帯はモミとブナの林があり、より高い高度では花畑となっている。高い位置に氷河がある。